# IC 875
IC 875 ist eine linsenförmige Galaxie vom Hubble-Typ S0 im Sternbild Großer Bär am Nordsternhimmel. Sie ist schätzungsweise 129 Millionen Lichtjahre von der Milchstraße entfernt.
Das Objekt wurde am 15. Juni 1890 vom US-amerikanischen Astronomen Lewis Swift entdeckt.